# Loipersdorf-Kitzladen
Loipersdorf-Kitzladen (węg. Lipótfalva-Kicléd) – gmina w Austrii, w kraju związkowym Burgenland, w powiecie Oberwart. 1 stycznia 2014 liczyła 1,28 tys. mieszkańców.